# Fascykulacja
Fascykulacja, inaczej drżenie pęczkowe (łac. fasciculatio) – błyskawiczne, drobne skurcze grup włókienek mięśniowych. Proces ten dotyka samą komórkę nerwową i pojawia się, jeżeli jest uszkodzone samo ciało komórki nerwowej. Jest jednym z głównych objawów uszkodzenia neuronu ruchowego obwodowego. Przyczyną jest powoli toczący się proces zwyrodnieniowy.

## Przyczyny i czynniki ryzyka
- Pochodzenie większości przypadków jest w chwili obecnej nieznane i dlatego określa się je jako łagodny zespół fascykulacji[1].
- Uszkodzenie dolnego neuronu motorycznego
- Rdzeniowy zanik mięśni
- Stwardnienie zanikowe boczne
- Choroba Kennedy’ego
- zatrucie fosforanami organicznymi
- Zespół abstynencyjny po odstawieniu benzodiazepin
- Niedobór magnezu
- Odwodnienie
- Zmęczenie